# Globba multifolia
Globba multifolia är en enhjärtbladig växtart som beskrevs av A.Takano och Hiroshi Okada. Globba multifolia ingår i släktet Globba och familjen Zingiberaceae.
Artens utbredningsområde är Sumatera. Inga underarter finns listade i Catalogue of Life.